# Pondaurat
Pondaurat é uma comuna francesa na região administrativa da Nova Aquitânia, no departamento da Gironda. Estende-se por uma área de 8,8 km². Em 2010 a comuna tinha 480 habitantes (densidade: 54,5 hab./km²).